# Vince Masuka
Vincent "Vince" Masuka (Masuoka in de boeken) is een personage uit de televisieserie Dexter en de originele boekenreeks van Jeff Lindsay. In de serie wordt zijn rol vertolkt door C. S. Lee. Masuka is het hoofd van de forensische dienst van Miami Metro en werkt samen met Dexter Morgan. Hij maakt vaak dubbelzinnige opmerkingen, verloochent zijn Japanse achtergrond en lijkt zich aangetrokken te voelen tot Debra.
Hij heeft een seksobsessie (hoe kinkier hoe beter) en is er niet verlegen om toenadering te zoeken tot elke vrouw die hij tegenkomt. Toch was hij in staat om "normaal" te doen, bijvoorbeeld toen Angel Batista in het ziekenhuis lag of wanneer Debra helemaal over haar toeren was door de terugkeer van Lundy. Op een bepaald moment confronteert Joey Quinn Vince met het feit dat omwille van zijn gedrag eigenlijk niemand hem kan uitstaan, wat voor hem een behoorlijke schok is. Later blijkt echter dat Quinn overdreef, en dat zijn collega's het gedrag van Vince best amusant vinden, zolang hij niet overdrijft.

## Verschillen met de boekenreeks
Zowel in de boekenreeks als in de televisieserie is Vince zowel sociaal als emotioneel zeer onhandig. In de boeken ziet Dexter hem als een zielsverwant en denkt hij dat Vince ook "doet alsof hij menselijk is". Hij voelt zich zelfs zo verwant met hem dat hij hem als getuige vraagt op zijn huwelijk; hij beschouwt hem als zijn beste vriend. In Dearly Devoted Dexter organiseert Vince een groot vrijgezellenfeest voor Dexter slechts enkele uren nadat hij het nieuws over zijn verloving heeft vernomen. In Dexter in the Dark neemt hij zijn rol als getuige zo ernstig dat hij de beroemde caterer Manny Borque inhuurt voor het huwelijk.